# Four Marks
Four Marks är en ort och civil parish  i Storbritannien.   Den ligger i grevskapet Hampshire och riksdelen England, i den södra delen av landet, 80 km sydväst om huvudstaden London. Four Marks ligger 179 meter över havet och antalet invånare är 4 153.
Terrängen runt Four Marks är platt. Runt Four Marks är det ganska tätbefolkat, med 214 invånare per kvadratkilometer. Närmaste större samhälle är Basingstoke, 17,4 km norr om Four Marks. Trakten runt Four Marks består till största delen av jordbruksmark.